# (25673) Di Mascio
(25673) Di Mascio est un astéroïde de la ceinture principale d'astéroïdes.

## Description
(25673) Di Mascio est un astéroïde de la ceinture principale d'astéroïdes. Il fut découvert le 5 janvier 2000 à Socorro (Nouveau-Mexique) par le projet LINEAR. Il présente une orbite caractérisée par un demi-grand axe de 2,85 UA, une excentricité de 0,06 et une inclinaison de 2,3° par rapport à l'écliptique.

## Compléments